# Нємцова Жанна Борисівна
Жанна Борисівна Нємцова (народ. 26 березня 1984, Горький, РРФСР, СРСР) — російська журналістка і громадська діячка, телеведуча телеканалу РБК у 2011—2015 роках.
З серпня 2015 року по січень 2020 року працювала в Німеччині репортером російської редакції німецької телерадіокомпанії Deutsche Welle та ведучою телепрограми «Нємцова. Інтерв'ю „і“ DW Новини».

## Біографія
Народилася 26 березня 1984 року у місті Горькому в родині Бориса і Раїси Нємцових.
З 1997 року, після призначення батька заступником голови уряду Росії, переїхала з родиною до Москви. Одну чверть провчилася в ліцеї № 1239 (колишня школа № 20, де навчалися діти й онуки деяких відомих осіб), звідки самовільно повернулася до Нижнього Новгороду, до бабусі Діни Яківни (матері Б. Нємцова), і продовжила навчання в нижньогородському ліцеї № 8. Через рік, за наполяганням батьків, все ж таки облаштувалася у Москві. У 2001 році закінчила 312-у московську школу на Чистих прудах. Того ж року вступила до Фордгемського університету, однак незабаром повернулася до Росії і перевелася в Московський державний інститут міжнародних відносин МЗС Росії. У 2005 році закінчила МДІМВ за фахом «світова економіка» зі знанням іноземних мов.
Здобувала другу вищу освіту у Московській державній юридичній академії.
У 2017 році взяла участь у програмі Стенфордського університету «Summer Fellowship on Democracy and Development Program».
Володіє англійською, італійською та німецькою мовами.
У 2009 році, в інтерв'ю агентству Islamnews, Нємцова зізнавалася, що вважає іслам найбільш прогресивною релігією і в бізнесі наслідує ісламські принципи, відмовившись від лихварства, яке в ісламі є харамом. За її словами, компанію, в якій вона працювала, можна назвати майже халяльною. Gazeta.ru характеризує Нємцову як «переконану мусульманку». Сама Жанна пояснила, що іслам не приймала.

## Еміграція
У червні 2015 року, після вбивства її батька Бориса Нємцова і погроз через соціальні мережі вже на власну адресу, Жанна покинула Росію. Через кілька днів у Польщі Нємцовій вручено нагороду Freedom Award, присуджену посмертно її батькові. Тоді ж Жанна оголосила про створення Фонду Бориса Нємцова.
18 березня 2016 року на Лейпцизькому книжковому ярмарку пройшла офіційна презентація книги Нємцової «Розбудити Росію» (німецькою мовою).

## Кар'єра
В юності мріяла відкрити свою кондитерську. Однак перші гроші 14-річна Жанна заробила на радіостанції «Ехо Москви» у 1998 році, працюючи в інформаційному відділі помічницею ведучих новин.
На початку 2000-х років підробляла у думській фракції Союзу правих сил, просувала сайт Б. Нємцова, працювала менеджером клубу бізнесу й політики при СПС «Правий поворот».
З 2007 року обіймала посаду віце-президента по роботі з клієнтами у компанії «Меркурі Кепітал Траст», що спеціалізувалася на цінних паперах.
З 2011 року Нємцова на телеканалі РБК-ТВ, спочатку була запрошеним експертом, потім стала оглядачем і ведучою програми «Ринки». Інтерактивні випуски, які користувалися популярністю у телеглядачів, зазвичай вела зі Степаном Демурою, Яном Мелкумовим і Андрієм Караб'янцем. З 2012 року вела програми «Глобальний погляд», «Фінанси під контролем», «Фінансові новини», інтерв'ювала гостей студії.
Одного разу в телекар'єрі, 13 квітня 2013 року, Жанні довелося в прямому ефірі РБК інтерв'ювати свого батька, Бориса Нємцова, який згадував про зустрічі у Нижньому Новгороді з прем'єр-міністром Великої Британії Маргарет Тетчер.
У своєму інтерв'ю газеті «Die Welt» Нємцова повідомила, що її звільнення з російського телеканалу РБК вимагав Кремль, але власник і менеджери телеканалу не пішли на такий крок. Проте, загроза звільнення залишалася, тому вона сама вирішила піти.
З серпня 2015 року по січень 2020 року Нємцова працювала у російській редакції німецької телерадіокомпанії Deutsche Welle в Бонні, де вела авторську програму "Нємцова. Інтерв'ю ". Гостями програми у різні роки були Джон Маккейн, Марко Рубіо, Борис Джонсон, Френсіс Фукуяма, Михайло Саакашвілі, Олексій Навальний, Борис Акунін, Чулпан Хаматова, Вахтанг Кікабідзе, Ігор Коломойський, Нікол Пашинян, Сергій Ястржембський та багато інших.
У липні 2015 року Нємцова стала лауреатом премії «Солідарності» [pl], яка присуджується за просування демократії та громадянських свобод.
9 листопада 2015 року Нємцова заснувала Фонд Бориса Нємцова «За Свободу», серед проектів якого: щорічна премія «За сміливість у відстоюванні демократичних цінностей», форум Бориса Нємцова і літня школа журналістики.

## Суспільно-політична діяльність
Зі студентських років активно брала участь у молодіжному ліберальному русі Москви. У 2005 році балотувалася у Мосміськдуму від Союзу правих сил по одному з 15 одномандатних округів міста. На виборах у своєму окрузі 21-річна Нємцова посіла третє місце з семи кандидатів, набравши 9,19 % (всього 13 140 голосів).
У 2009 році, відповідаючи на запитання журналу Elle, Нємцова зізналася, що з симпатією ставиться до В. Путіна, хоча не робить з нього кумира і не поділяє деяких його рішень. Вважає Путіна сильною і неординарною особистістю, яка утримала владу тоді, коли це було досить складно, людиною «сучасною, освіченою і страшно працездатною, яка багато зробила для країни», в тому числі в економічному плані. Фізична форма Путіна викликає у Нємцової «виняткове захоплення». А також те, що президент Росії займається спортом, не курить, не п'є.
Коментуючи вбивство свого батька, Нємцова у березні 2015 року сказала, що покласти провину безпосередньо на Путіна не може, однак вважає, що влада, включаючи і президента Росії, «несе політичну відповідальність» за ту страшну трагедію. У 2017 році, під час судового процесу, Нємцова стверджувала, що на лаві підсудних знаходилися тільки виконавці злочину, а справжні організатори та замовники, що займають високі посади, так і не були притягнуті до відповідальності.
27 травня 2015 року, через три місяці після вбивства у Москві Бориса Нємцова, Жанна виступила в Берліні з «Промовою про свободу» на запрошення Німецького фонду імені Фрідріха Наумана, що тяжіє до ліберальної Вільної демократичної партії (ВДП). Значну частину свого виступу Нємцова присвятила пропаганді, яка проводиться, з її точки зору, в державних ЗМІ, і яку назвала «зброєю масового знищення мізків росіян». Зокрема, Нємцова засудила інформаційну кампанію, яка ведеться, на її думку, російськими ЗМІ проти України, «поширення архаїчної, шовіністичної, клерикальної, ксенофобської та імперської ідеології», створення образу ворога в особі США і культу особи президента Путіна.

## Особисте життя
«Мамі я можу поскаржитися на поганий настрій, а татові ні. З ним потрібно говорити по суті». Жанна впевнена, що характер і політичні погляди у неї від батька. Після загибелі Бориса Нємцова зізналася, що протягом усього життя любила батька «більше, ніж кого-небудь ще», була духовно близькою з ним і вважає, що він загинув героєм.
22 липня 2002 року, за інформацією ЗМІ, 18-річна Нємцова отримала у власність від Управління справами Президента РФ квартиру площею 186 м² у престижному районі Москви, в будинку по Садово-Кудрінській, 19, буд.1. В інтерв'ю виданню «Медуза» у 2017 році Жанна Нємцова повідомила, що квартиру надала батькові адміністрація президента, коли його в 1997 році запросили на роботу в Уряд Росії, а жити йому у столиці було ніде. Після розлучення із Раїсою, Борис Нємцов залишив квартиру дружині і дочці. У 2010 році Жанна і Раїса Нємцови на високому ринку продали цю квартиру.
У 2004 році познайомилася з банкіром Дмитром Степановим [pl] (старшим за неї на 15 років), що займав тоді пост віце-президента банку Петрокоммерц, і вийшла за нього заміж у 2007 році. Разом почали сімейний бізнес, відкрили компанію «Меркурі Кепітал Траст». У цьому проекті чоловік, за визнанням Жанни, багато чому її навчив. Однак у 2010 році шлюб розпався. У липні 2012 року преса повідомляла про судовий позов Жанни до колишнього чоловіка з приводу виселення з квартири. У підсумку Басманний суд вирішив зобов'язати Федеральну міграційну службу РФ зняти з реєстраційного обліку Жанну і Раїсу Нємцових як таких, що не проживають у квартирі Степанова.
У Жанни є єдинокровний брат Антон (народ. 1995), студент МФТІ, і єдинокровні сестри Діна (народ. 2002) і Софія (народ. 2004). 1 вересня 2017 року Замоскворецький суд Москви визнав народжену у 2014 році дитину менеджерки Катерини Іфтоді — Бориса — сином Бориса Нємцова. Таким чином, у Жанни з'явився ще один брат.

### Захоплення
Улюблений твір Жанни — «Історія Російської держави» Бориса Акуніна. Нємцова із задоволенням читає М. Булгакова, О. Купріна, І. Буніна, Л. Андрєєва, Е. Хемінгуея.
Захоплюється тенісом і віндсерфінгом, любить кататися на велосипеді, цікавиться образотворчим мистецтвом. Один із її улюблених художників — Ніко Піросмані[джерело?]

## Нагороди
- Лауреат премії «Солідарність» (Польща, 2015 рік)[40].
- Лауреат Міжнародної щорічної жіночої премії держсекретаря США «За хоробрість» (Державний департамент США, 2016 рік)[41][42].